# تسوینگنبرگ
شهر تسوینگنبرگ (به آلمانی: Zwingenberg) در ایالت هسن در کشور آلمان واقع شده‌است.